# Journal des Défenseurs de la patrie

Le Journal des Défenseurs de la patrie fut publié pour la première fois le 28 germinal an IV (16 avril 1796). Il était destiné à donner des nouvelles de la guerre et des questions militaires et navales, en 1802, il étendit ses informations aux actes du gouvernement et aux délibérations en ajoutant le titre et des acquéreurs des domaines nationaux. En 1805, il prit le nom de Bulletin de l'Europe. Les journalistes de La Quotidienne se virent confier sa rédaction.

## Sources
Jean Tulard, Jean-François Fayard et Alfred Fierro, Histoire et dictionnaire de la Révolution française. 1789–1799, Paris, éd. Robert Laffont, coll. « Bouquins », 1987, 1998 [détail des éditions] (ISBN 978-2-221-08850-0)